# Christie Benet

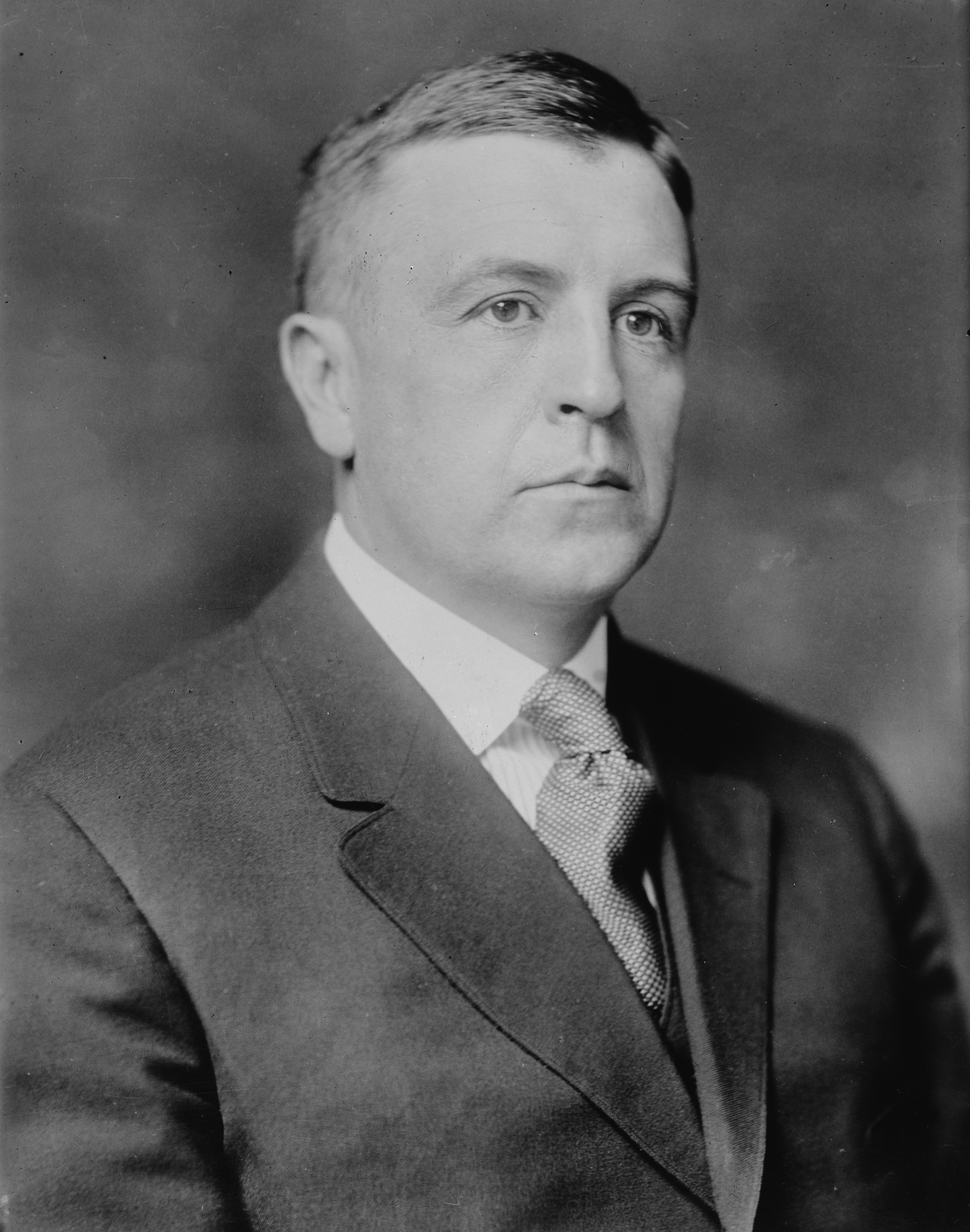
Christie Benet

Christie Benet, född 26 december 1879 i Abbeville, South Carolina, död 30 mars 1951 i Columbia, South Carolina, var en amerikansk demokratisk politiker. Han representerade delstaten South Carolina i USA:s senat från juli till november 1918.
Benet studerade vid College of Charleston, University of South Carolina och University of Virginia. Han inledde 1903 sin karriär som advokat i Columbia. Han var stadsåklagare i Columbia 1910-1912.
Senator Benjamin Tillman avled 1918 i ämbetet. Benet blev utnämnd till senaten fram till fyllnadsvalet senare samma år. William P. Pollock vann fyllnadsvalet och efterträdde Benet som senator.
Benet var anglikan. Han gravsattes på Elmwood Cemetery i Columbia.